# Juan Samudio
Juan Eduardo Samudio (* 14. Oktober 1978 in Asunción, Paraguay) ist ein ehemaliger paraguayischer Fußballnationalspieler. Der Stürmer ist mit 116 Treffern der Rekordtorschütze der paraguayischen ersten Liga, der Primera División. In der Hauptsache spielte er für den Spitzenverein Club Libertad, mit dem er fünf Mal Landesmeister wurde.

## Laufbahn
Juan Samudio debütierte bei Libertad im März 1997. Noch im selben Jahr nahm er mit Paraguay an der U-20 Weltmeisterschaft in Malaysia teil. Nach dem Abstieg von Libertad aus der ersten Liga wechselte er 1999 zum Club Guaraní, kehrte aber 2000 wieder an seine alte Wirkungsstätte zurück. Mit Libertad gelang ihm noch im selben Jahr der Wiederaufstieg. Bereits 2002, 2003 und 2006 gewann er mit Libertad die Landesmeisterschaft. In den Jahren 2002 und 2004 wurde er zudem mit ansprechenden 23, beziehungsweise 23 Saisontreffern Ligatorschützenkönig.
Im Oktober 2002 gab der stämmige, 1,79 m hochgewachsene Stürmer in Logroño bei einem 0:0 gegen Spanien seinen Einstand in der Fußballnationalmannschaft von Paraguay. Bis Juli 2003 kam er noch sechs weitere Einsätze für Paraguay, in denen er zwei Tore erzielte.
2007 hatte er die Gelegenheit zu einem Auslandstransfer und schloss sich dem mexikanischen Erstligisten Querétaro FC an. Noch im ersten Halbjahr stieg er allerdings mit Querétaro ab und kehrte nach Paraguay zurück.
Dort schloss er sich zunächst wieder Guaraní an und spielte mit dem Verein in der Clausura der Meisterschaft. Von 2008 bis 2009 war er wieder in den Reihen von Libertad und gewann mit dem Verein zwei weitere Meisterschaften. Im Juni 2008 erzielte er dabei sein hundertstes Tor in der Primera División. Noch im September des Jahres erzielte er seinen 108. Treffer und wurde damit zum Rekordtorschützen der Liga und überholte damit Mauro Caballero.
Mitte 2009 wechselte er nach Ecuador zum Barcelona SC Guayaquil. Bis dahin erzielte er insgesamt 116 Tore in der Primera División von Paraguay, davon 111 für Libertad und fünf für Guaraní.
2011 kehrte er nach Paraguay zurück und schloss sich dem Erstligisten Sportivo Luqueño an.
Sein Status als Rekordtorschütze der nationalen Liga ist durchaus darauf zurückzuführen, dass traditionell die stärksten paraguayischen Stürmer, wie historisch Arsenio Erico und Delfín Cáceres, oder beispielsweise zwischen 2000 und 2010 José Cardozo und Roque Santa Cruz bei ausländischen Vereinen spielen. Dies erklärt auch die relativ geringe Anzahl seiner Länderspiele.